# ポール・カリヤ
ポール・テツヒコ・カリヤ（Paul Tetsuhiko Kariya、日本名：狩谷 哲彦（かりや てつひこ）、1974年10月16日 - ）は、カナダ連邦ブリティッシュコロンビア州バンクーバー市生まれのの元プロアイスホッケー選手である。身長178cm、体重82kg。日系三世である。
2人の弟、スティーヴ、マーティンは両者とも元プロアイスホッケー選手である。また妹のノリコはプロ・ボクサーである。

## 経歴

### プロ入り前
父親が日系カナダ人（2世）で母親がスコットランド系カナダ人。かつてカナダ連邦グリーンウッドにあった日系人収容所生まれの父・哲彦と、スコットランド系の母親シャロン・トマス (Sharon Thomas) の間に生まれた。また父方の祖父母は第二次世界大戦中に「敵性外国人」とみなされて収容所に送られた日系カナダ人23,000人の中の2人であった。
高校時代に、アイスホッケーにおいて94試合で91ゴール153アシスト、合計で244ポイントを上げアマチュア選手として頭角を顕した。メイン大学に進学すると、1年生のときには39試合で25ゴール75アシスト100ポイントの成績を残し、新入生としては初となる全米大学ホッケー界の最優秀選手賞 (Hobey Baker Award) を獲得し、同大学の42勝1敗2引き分けの好成績に貢献するとともに、1993年度の NCAA および Hockey East の各タイトルを得た（なお、弟のスティーヴンも1999年度の NCAA タイトルを獲得し、さらに2人の弟のマーティンも、メイン大学の2002年度 Frozen Four 決勝進出に貢献した。）。

### プロ入りとマイティーダックス時代
1993年のNHLドラフト1巡目(全体4位)でマイティーダックス・オブ・アナハイムに指名され、左ウイングを務める。
1995-96シーズンには、50ゴール、58アシスト、計108ポイントを記録した。翌1996-97シーズンは、21歳でマイティダックスのキャプテンに指名された。
2003年にはマイティーダックスを初のスタンレー・カップ決勝進出に導いている。そのスタンレー・カップ決勝で素晴らしい動きを見せ、さらに第6戦では、相手のニュージャージー・デビルズのキャプテンだったスコット・スティーブンスからボディーチェック(選手がほかの選手にぶつかり、ボールのような｢パック｣を取り返すこと)を受け、ロッカールームで手当てを受けた。その11分後に試合に戻り、彼は勝利に貢献するゴールを決めることとなる。しかしながら、あと1勝が届かなかった。

### アバランチ時代
2003年7月3日、チームメートのティーム・セラニとともに、彼らの当時の実力からすればあまり良いとはいえない条件（カリヤの昨シーズンの年俸は1000万ドルに対し、120万ドル）でコロラド・アバランチと契約し、NHL界を驚かせた。ゴールテンダーのパトリック・ロワは引退していたが、カリヤとセラニのペアを持ってすれば、アバランチは次期のスタンレー・カップ進出も夢ではないと期待された。しかし、カリヤは故障し、セラニは不可解にも守備陣としての役割を割り当てられたこともあって、両者ともに期待にこたえることができず、アバランチは契約更新を行わなかった。

### プレデターズ時代
2005年8月5日にナッシュビル・プレデターズと無制限フリーエージェントとして2年契約（900万ドル）を締結した。プレデターズ以外にも半数以上のチームからオファーがあったが、プレデターズを選んだ理由として、PS戦（シュートアウト）の導入と、センターラインパスの廃止がプレデターズのようなスピード重視のチームに有利に働くと判断したようである。ちなみに彼はチーム記録（当時）の31ゴールを上げている。また、54アシスト、85ポイント（ゴール＋アシストの値）もチーム記録である。

### ブルース時代
2007年7月1日、セントルイス・ブルースと3年契約を締結した。弟のマーティンが既にブルースと契約を締結していたことが、ブルースへの移籍の決め手となったようである。
2007-2008シーズンこそチーム1位の得点を挙げて期待にこたえた。
2008-09シーズンは11試合に出場したところで怪我、そのままシーズン終了となった。
2011年6月29日に現役引退を発表した。

## 代表歴
冬季オリンピック3大会に出場している。1994年のリレハンメルオリンピックでは、金メダルのかかった対スウェーデン戦で手痛いショットミスをしてしまう。1998年の長野オリンピックでは、シカゴ・ブラックホークスのゲーリー・スーター (Gary Suter) に受けたクロスチェックによる脳震盪のため出場を逃した。当時、カリヤはカナダ・チームでも最高の選手と考えられており、日本で開催された同オリンピックでは、日系3世であるカリヤの欠場が惜しまれた。 2002年ソルトレークシティオリンピックでは、カナダチームの金メダル獲得に貢献した。

## 詳細情報

### 通算成績
| 1992-93    | メイン大学                           | NCAA       | 39  | 25  | 75  | 100 | 12  | -- | -- | -- | -- | -- |
| 1993-94    | メイン大学                           | NCAA       | 12  | 8   | 16  | 24  | 4   | -- | -- | -- | -- | -- |
| 1994-95    | マイティーダックス・オブ・アナハイム | NHL        | 47  | 18  | 21  | 39  | 4   | -- | -- | -- | -- | -- |
| 1995-96    | マイティーダックス・オブ・アナハイム | NHL        | 82  | 50  | 58  | 108 | 20  | -- | -- | -- | -- | -- |
| 1996-97    | マイティーダックス・オブ・アナハイム | NHL        | 69  | 44  | 55  | 99  | 6   | 11 | 7  | 6  | 13 | 4  |
| 1997-98    | マイティーダックス・オブ・アナハイム | NHL        | 22  | 17  | 14  | 31  | 23  | -- | -- | -- | -- | -- |
| 1998-99    | マイティーダックス・オブ・アナハイム | NHL        | 82  | 39  | 62  | 101 | 40  | 3  | 1  | 3  | 4  | 0  |
| 1999-00    | マイティーダックス・オブ・アナハイム | NHL        | 74  | 42  | 44  | 86  | 24  | -- | -- | -- | -- | -- |
| 2000-01    | マイティーダックス・オブ・アナハイム | NHL        | 66  | 33  | 34  | 67  | 20  | -- | -- | -- | -- | -- |
| 2001-02    | マイティーダックス・オブ・アナハイム | NHL        | 82  | 32  | 25  | 57  | 28  | -- | -- | -- | -- | -- |
| 2002-03    | マイティーダックス・オブ・アナハイム | NHL        | 82  | 25  | 56  | 81  | 48  | 21 | 6  | 6  | 12 | 6  |
| 2003-04    | コロラド・アバランチ                 | NHL        | 51  | 11  | 25  | 36  | 22  | 1  | 0  | 1  | 1  | 0  |
| 2005-06    | ナッシュビル・プレデターズ           | NHL        | 82  | 31  | 54  | 85  | 40  | 5  | 2  | 5  | 7  | 0  |
| 2006-07    | ナッシュビル・プレデターズ           | NHL        | 82  | 24  | 52  | 76  | 36  | 5  | 0  | 2  | 2  | 2  |
| 2007-08    | セントルイス・ブルース               | NHL        | 82  | 16  | 49  | 65  | 50  | -  | -  | -  | -  | -  |
| 2008-09    | セントルイス・ブルース               | NHL        | 11  | 2   | 13  | 15  | 2   | -  | -  | -  | -  | -  |
| 2009-10    | セントルイス・ブルース               | NHL        | 75  | 18  | 25  | 43  | 36  | -  | -  | -  | -  | -  |
| NHL Totals | NHL Totals                           | NHL Totals | 989 | 402 | 587 | 989 | 399 | 46 | 16 | 23 | 39 | 12 |